# Jean-Marc Desponds
Pour les articles homonymes, voir Desponds.
Jean-Marc Desponds, né le 28 juin 1945 à Lausanne, est un instituteur et animateur socio-culturel devenu directeur de théâtre suisse.

## Biographie
Formation. 1961-1965, École normale du canton de Vaud. – 1968-1969, Séminaire de culture théologique de l’Université de Lausanne. – 1974-1977, École d’études sociales et pédagogiques de Lausanne. – 2000-2002, Certificat de gestion culturelle aux Universités de Lausanne et Genève.
Carrière. Sa carrière professionnelle débute comme instituteur à Trey (1965-1970) puis comme responsable du département jeunesse de l'Église méthodiste de Côte d’Ivoire. De retour à Lausanne, il travaille, de 1974 à 1976, comme animateur au Centre de loisirs « Le Cazard », où il favorise en 1975 la création du Théâtre pour enfants de Lausanne (TPEL). Puis il prend durant dix ans, de 1976 à 1986, la direction du CPO, alors Centre paroissial d’Ouchy où il accueille des vedettes de la chanson comme Anne Sylvestre, Alain Bashung, Le Beau Lac de Bâle, Aristide Padygros, Henri Dès, Atahualpa Yupanqui ou Lluís Llach. Grâce aux soirées « Promotion-chanson », le lieu offre en outre un tremplin à de jeunes artistes, avec parfois un disque à la clef. Par ailleurs, Desponds organise des manifestations dépassant le cadre restreint du CPO : ainsi, le récital d’adieu des Frères Jacques, en 1980 au Théâtre municipal, ou encore, sous chapiteau, le concert de Jacques Higelin en 1982. À cette fin, il crée l’agence SDS, Special-Diffusion-Spectacle.
Jean-Marc Desponds s’investit dans la musique chorale comme directeur de chœurs, et comme choriste dans le Groupe vocal Michel Hostettler, ainsi que, dès sa création, dans le chœur de l'Opéra de Lausanne. Il participe aussi à un essai de télévision de quartier à Ouchy (Lausanne) en 1977, et, en collaboration avec Valdo Sartori, anime une radio-hôpital à Saint-Loup (Pompaples) en 1980, et crée en 1983 Radio-Echallens, dont la licence est passée à Radio Framboise, devenue par la suite Rouge FM.
De 1986 à 2010, enfin, il assure l’essor du tout nouveau théâtre de Beausobre, à Morges, dont il fait, comme on l'a dit, un "Olympia romand". Il y organise plus de 1500 spectacles venus du monde entier et s’attache tout particulièrement l’amitié de l’humoriste Raymond Devos. Il est nommé en 2007 au Conseil d’administration de la Fondation Raymond Devos à Saint-Rémy-lès-Chevreuse.
Jean-Marc Desponds est également membre fondateur de l’Association romande de la Chanson (1986), du Conseil Francophone de la Chanson (1986), créateur du Festival d’humour Morges-sous-Rire et Salon du dessin de presse (1989), de la Nuit des Épouvantails (1997). Il participe en outre à de nombreux jurys, dont ceux des Jeux de la Francophonie en tant qu'expert mandaté par l'Organisation internationale de la francophonie (OIF) : aux Jeux d'Ottawa (2001, jury art de la rue), Niamey (2005, jury chanson) et Beyrouth (2009, président du jury chanson).
Il est élu en 2009 au « Forum des 100 personnalités qui font la Suisse romande » et reçoit en 2010 la Distinction culturelle de la Ville de Morges.

## Sources
Michel Caspary, Sedrik Nemeth, Beausobre. Un théâtre au cœur de la Cité, Morges 2006, 200 p. (avec préface de Michel Bouquet). (À la fin de l’ouvrage, détail de plus de 1400 spectacles que cette institution a accueillis en 20 ans d’existence). 